# Административна организација Смедерева
Након Другог светског рата, Смедерево је добило значајну улогу као административни центар. Пре тога Смедерево је са својом облашћу припадало Дунавској бановини (седиште Нови Сад). Током Другог светског рата Смедерево је било седиште дела Дунавске бановине који је био окупиран искључиво од стране немачке војске (Шумадија, Браничево и Банат, који је касније установљен као посебна аутономна регија под влашћу Банатских Немаца). Од 1945. године новостворена држава ФНРЈ, а потом и СФРЈ, подељена је на области (крајеве) чији су саставни делови биле општине. 
Смедерево је после 1945. године постало седиште Смедеревске области, која је обухватала град Смедерево (насеље Смедерево и њему припадајућа насеља – данашња приградска насеља) и још 7 општина.

## Административна подела Смедеревске области (1945–1964)

### Град Смедеревоса припадајућим насељима (данашња приградска насеља)
Смедерево
- Вучак
- Липе
- Петријево
- Радинац
- Сеоне
- Удовице
- Шалинац

### Општина Колари са припадајућим насељима
Колари
- Бадљевица
- Биновац
- Водањ
- Дражањ (сада припада општини Гроцка и граду Београду)
- Друговац
- Камендол (сада припада општини Гроцка и граду Београду)
- Ландол
- Мало Орашје
- Пударци (сада припада општини Гроцка и граду Београду)
- Суводол
- Умчари (сада припада општини Гроцка и граду Београду)

### Општина Мала Крсна са припадајућим насељима
Мала Крсна
- Враново
- Врбовац
- Лугавчина
- Михајловац
- Осипаоница
- Раља
- Скобаљ

### Општина Сараорци са припадајућим насељима
Сараорци
- Крњево (сада припада општини Велика Плана)
- Лозовик (сада припада општини Велика Плана)
- Милошевац (сада припада општини Велика Плана)
- Трновче (сада припада општини Велика Плана)

### Општина Азања са припадајућим насељима
Азања (сада припада општини Смедеревска Паланка)
- Бачинац (сада припада општини Смедеревска Паланка)
- Влашки До (сада припада општини Смедеревска Паланка)
- Добри До (сада припада граду Смедерево)
- Луњевац (сада припада граду Смедерево)
- Селевац (сада припада општини Смедеревска Паланка)

### Општина Велика Планаса припадајућим насељима
Велика Плана
- Велико Орашје
- Доња Ливадица
- Купусина
- Марковац
- Ново Село
- Радовање
- Ракинац
- Старо Село

### Општина Смедеревска Паланкаса припадајућим насељима
Смедеревска Паланка
- Баничина
- Башин
- Влашка
- Водице
- Глибовац
- Голобок
- Грчац
- Кусадак
- Мала Плана
- Мраморац
- Придворице
- Ратари
- Церовац

### Општина Младеновац(сада припадаграду Београду) са припадајућим насељима
Младеновац
- Амерић
- Велика Иванча
- Велика Крсна
- Влашка
- Границе
- Дубона
- Јагњило
- Ковачевац
- Кораћица
- Мала Врбица
- Марковац
- Међулужје
- Младеновац (село)
- Пружатовац
- Рабровац
- Рајковац
- Сенаја
- Шепшин

Након 1964. године, и нове територијалне реорганизације, промењене су границе општина, а Смедерево постаје седиште новоформираног Подунавског региона, које је обухватало дотадашње облати са седиштима у Смедереву и Пожаревцу. Ова територијална организација важила је до децембра 1991, када је ступила на снагу подела Републике Србије на округе (која важи и данас). Смедерево је постало седиште Подунавског округа, који осим града Смедерева обухвата и општине општине Велика Плана и Смедеревска Паланка.

## Тренутна административна структура
- Град Смедерево:
  - Смедерево:
    - градске месне заједнице:
      - МЗ Доњи град
      - МЗ Славија
      - МЗ Златно брдо
      - МЗ Ладна вода
      - МЗ Свети Сава
      - МЗ Плавинац
      - МЗ Карађорђев дуд
      - МЗ Папазовац
      - МЗ Царина
      - МЗ Лештар
      - МЗ 25. мај

  - приградска насеља:
    - Вучак
    - Липе
    - Петријево
    - Радинац
    - Сеоне
    - Удовице
    - Шалинац